# Kungsträdgården

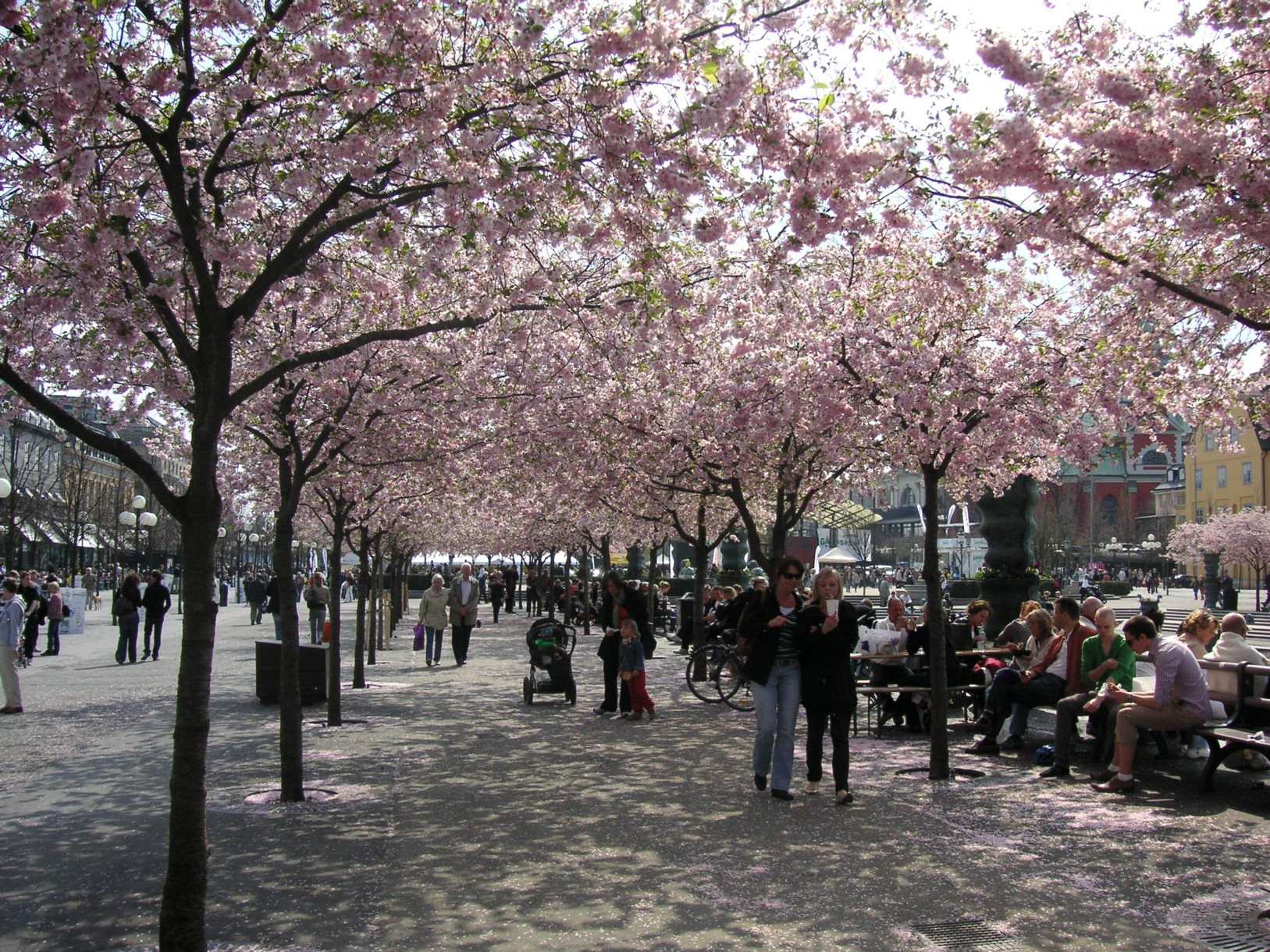
Kungsträdgården

Kungsträdgården ("El jardín del rey") es un parque situado en el centro de Estocolmo (Suecia), donde es conocido coloquialmente como Kungsan.
Su situación y la existencia de varias cafeterías al aire libre en su interior, lo convierten en uno de los lugares más populares de Estocolmo. En verano se realizan en el conciertos y en invierno espectáculos sobre hielo.
Está dividido en cuatro espacios: Plaza de Carlos XII; Fuente de Molin; Plaza de Carlos XIII y Fuente de Wolodarski. 
Varios edificios importantes de la ciudad estas en sus inmediaciones, como el de la Ópera Real de Estocolmo.